# 센트럴 하키 리그
센트럴 하키 리그(Central Hockey League, CHL)는 미국의 내셔널 하키 리그의 마이너 리그 미드 레벨이다. 1994년에 리그가 시작된 뒤 2014년 사라진 리그이면, 앨런 아메리칸즈, 브램턴 비스트, 콜로라도 이글스, 에번즈빌 아이스멘, 포트웨인 코메츠, 미주리 매버릭스, 쿼드시티 말라즈, 래피드시티 러쉬, 털사 오일러스, 위치토 선더는 ECHL로 옮겼고, 콜럼버스 카턴마우스, 미시시피 리버킹스는 서던 프로페셔널 하키 리그로 옮겼다.

## 역대 CHL 팀
| 구단명                            | 연고지                                        | 경기장                                      | 수용인원          | 리그 참가                   |
| --------------------------------- | --------------------------------------------- | ------------------------------------------- | ----------------- | --------------------------- |
| 앨런 아메리칸즈                   | 텍사스주 앨런                                 | 앨런 이벤트 센터                            | 6,275명           | 2009년~2014년               |
| 애머릴로 고릴라스                 | 텍사스주 애머릴로                             | 애머릴로 시빅 센터                          | 6,670명           | 2001년~2010년               |
| 애리조나 선독스                   | 애리조나주 프레스콧 밸리                      | 팀즈 도요타 센터                            | 4,810명           | 2006년~2014년               |
| 오스틴 아이스 배츠                | 텍사스주 오스틴                               | 채퍼랠 아이스                               | 500명             | 2001년~2008년               |
| 블루밍턴 프레러선더               | 일리노이주 블루밍턴                           | U.S. 셀룰러 콜리시엄                        | 7,000명           | 2010년~2011년               |
| 보시에-슈리브포트 머드버그스      | 루이지애나주 슈리브포트                       | 히어쉬 메모리얼 콜리시엄 센추리텔 센터      | 10,300명 12,440명 | 2001년~2011년               |
| 브램턴 비스트                     | 온타리오주 브램턴                             | 파워에이드 센터                             | 5,000명           | 2013년~2014년               |
| 콜로라도 이글스                   | 콜로라도주 러브랜드                           | 버드와이저 이벤트 센터                      | 5,289명           | 2003년~2011년               |
| 콜럼버스 카턴마우스               | 조지아주 콜럼버스                             | 콜럼버스 시빅 센터                          | 7,459명           | 1996년~2004년               |
| 코퍼스 크리스티 아이스레이스      | 텍사스주 코퍼스 크리스티                      | 아메리칸 뱅크 센터                          | 10,000명          | 2001년~2010년               |
| 데이턴 젬스                       | 오하이오주 데이턴                             | 하라 아레나                                 | 5,500명           | 2010년~2012년               |
| 덴버 커트스로트스                 | 콜로라도주 덴버                               | 덴버 콜리시엄                               | 8,140명           | 2012년~2014년               |
| 엘패소 버자즈                     | 텍사스주 엘패소                               | 엘패소 카운티 콜리시엄                      | 5,250명           | 2001년~2003년               |
| 에번즈빌 아이스멘                 | 인디애나주 에번즈빌                           | 포드 센터                                   | 9,000명           | 1992년~2012년               |
| 페이엇빌 포스                     | 노스캐롤라이나주 페이엇빌                     | 크라운 콜리시엄                             | 8,920명           | 1997년~2001년               |
| 포트웨인 코메츠                   | 인디애나주 포트웨인                           | 앨런 카운티 워 메모리얼 콜리시엄            | 10,480명          | 1985년~2012년               |
| 포트워스 브라마스                 | 텍사스주 포트워스 텍사스주 노스 리칠랜드 힐스 | 포트워스 컨벤션 센터 NYTEX 스포츠 센터      | 11,200명 2,400명  | 2001년~2006년 2007년~2013년 |
| 포트워스 파이어                   | 텍사스주 포트워스                             | 포트워스 컨벤션 센터                        | 11,200명          | 1992년~1999년               |
| 헌츠빌 채늘 캐츠                  | 앨라배마주 헌츠빌                             | 본 브라운 센터                              | 6,602명           | 1996년~2001년               |
| 인디애나폴리스 아이스             | 인디애나주 인디애나폴리스                     | 펩시 콜리시엄                               | 6,300명           | 1999년~2004년               |
| 러레이도 벅스                     | 텍사스주 러레이도                             | 러레이도 에너지 아레나                      | 8,065명           | 2002년~2012년               |
| 미시시피 리버킹스                 | 미시시피주 사우스에이븐                       | 랜더스 센터                                 | 8,400명           | 1992년~2011년               |
| 미주리 매버릭스                   | 미주리주 인디펜던스                           | 실버스테인 아이 센터즈 아레나               | 5,800명           | 2009년~2014년               |
| 뉴멕시코 스콜피언스               | 뉴멕시코주 앨버커키 뉴멕시코주 리오랜초       | 팅글리 콜리시엄 산타아나 스타 센터          | 11,571명 6,000명  | 2001년~2005년 2006년~2009년 |
| 오데사 잭카로프즈                 | 텍사스주 오데사                               | 엑터 카운티 콜리시엄                        | 5,131명           | 2001년~2011년               |
| 오클라호마시티 블레이저스         | 오클라호마주 오클라호마시티                   | 미리아드 컨벤션 센터 포드 센터              | 13,399명 18,036명 | 1992년~2009년               |
| 쿼드시티 말라즈                   | 일리노이주 멀린                               | 아이와이어리스 센터                         | 9,200명           | 2009년~2014년               |
| 래피드시티 러쉬                   | 사우스다코타주 래피드시티                     | 러시모어 플라자 시빅 센터                   | 5,132명           | 2008년~2014년               |
| 리오그란데밸리 바이퍼스 킬러 비즈 | 텍사스주 히댈고                               | 닷지 아레나                                 | 5,500명           | 2003년~2012년               |
| 록키마운틴 레이지                 | 콜로라도주 브룸필드                           | 브룸필드 이벤트 센터                        | 7,500명           | 2006년~2009년               |
| 샌안토니오 이구아나스             | 텍사스주 샌안토니오                           | 프리먼 콜리시엄                             | 9,800명           | 1994년~1997년 1998년~2002년 |
| 세인트찰즈 칠                     | 미주리주 세인트찰즈                           | 패밀리 아레나                               | 9,643명           | 2013년~2014년               |
| 털사 오일러스                     | 오클라호마주 털사                             | BOK 센터                                    | 17,096명          | 1992년~2014년               |
| 위치토 선더                       | 캔자스주 위치토                               | 브리트 브라운 아레나 인트러스트 뱅크 아레나 | 9,686명 13,450명  | 1992년~2014년               |
| 영스타운 스틸하운즈               | 오하이오주 영스타운                           | 쉐보레 센터                                 | 5,717명           | 2005년~2008년               |

## 역대 레이 미론 프레지던트 컵
| 연도 | 우승팀                       | 스코어  | 준우승팀                     |
| ---- | ---------------------------- | ------- | ---------------------------- |
| 1993 | 털사 오일러스                | 4승 1패 | 오클라호마시티 블레이저스    |
| 1994 | 위치토 선더                  | 4승     | 털사 오일러스                |
| 1995 | 위치토 선더                  | 4승 2패 | 샌안토니오 이구아나스        |
| 1996 | 오클라호마시티 블레이저스    | 4승 3패 | 샌안토니오 이구아나스        |
| 1997 | 포트워스 파이어              | 4승 3패 | 멤피스 리버킹스              |
| 1998 | 콜럼버스 카턴마우스          | 4승     | 위치토 선더                  |
| 1999 | 헌츠빌 채늘 캐츠             | 4승 2패 | 오클라호마시티 블레이저스    |
| 2000 | 인디애나폴리스 아이스        | 4승 3패 | 콜럼버스 카턴마우스          |
| 2001 | 오클라호마시티 블레이저스    | 4승 1패 | 콜럼버스 카턴마우스          |
| 2002 | 멤피스 리버킹스              | 4승 1패 | 오스틴 아이스 배츠           |
| 2003 | 멤피스 리버킹스              | 4승 1패 | 오스틴 아이스 배츠           |
| 2004 | 러레이도 벅스                | 4승 3패 | 보시에-슈리브포트 머드버그스 |
| 2005 | 콜로라도 이글스              | 4승 1패 | 러레이도 벅스                |
| 2006 | 러레이도 벅스                | 4승 1패 | 보시에-슈리브포트 머드버그스 |
| 2007 | 콜로라도 이글스              | 4승 2패 | 러레이도 벅스                |
| 2008 | 애리조나 선독스              | 4승     | 콜로라도 이글스              |
| 2009 | 텍사스 브라마스              | 4승 1패 | 콜로라도 이글스              |
| 2010 | 래피드시티 러쉬              | 4승 3패 | 앨런 아메리칸즈              |
| 2011 | 보시에-슈리브포트 머드버그스 | 4승 3패 | 콜로라도 이글스              |
| 2012 | 포트웨인 코메츠              | 4승 1패 | 위치토 선더                  |
| 2013 | 앨런 아메리칸즈              | 4승 3패 | 위치토 선더                  |
| 2014 | 앨런 아메리칸즈              | 4승 1패 | 덴버 커트스로트스            |